# Flying (magazine)
Pour les articles homonymes, voir Flying.
Flying (parfois stylisé FLYING) est un magazine américain consacré à l'aéronautique.
À diffusion internationale, il est publié depuis 1927 et a porté le nom de Popular Aviation avant 1942, ainsi que Aeronautics pendant une brève période.
Il serait le magazine aéronautique le plus lu au monde.